# Atonalitetnost
Atonalitetnost je naziv za stilsku značajku suvremene glazbe koja se očituje u odsustvu tonaliteta, odnosno bilo kakvih tonalitetnih harmonijskih odnosa. Ravnopravnost svih 12 tonova temperiranoga sustava osnova je međusobnih tonskih i harmonijskih kombinacija. Arnold Schönberg prvi je sustavno proučavao i primijenio atonalitetnost u svojim skladbama. Poslije njega su i mnogi drugi skladatelji rabili atonalitetnost kao svojevrstan sustav, osobito skladatelji tzv. eksperimentale glazbe.